# روبینا مقیم‌یار
روبینا مقیم‌یار (انگلیسی: Robina Muqimyar؛ زادهٔ ۳ ژوئیهٔ ۱۹۸۶) یا روبینا جلالی یک دونده دو ۱۰۰ متر اهل افغانستان است.
وی در بازی‌های المپیک تابستانی ۲۰۰۴ و بازی‌های المپیک تابستانی ۲۰۰۸ شرکت کرده است.